# Medeja, Gorica
Medeja (italijansko Medea, furlansko Migjee ali Migjea) je naselje in občina z 954 prebivalci v italijanski deželi Furlanija - Julijska krajina. 

## Zgodovina
Medeja je bila naseljena bodisi v predrimskem kot v rimskem času. V srednjem veku je bila v fevdu Rožaške opatije, ki so jo najprej podržavili oglejski patriarhi, pozneje pa goriški grofje; leta 1500 je prišla pod nadzor Habsburžanov.
Medejo so hudo prizadeli turški vpadi v letih 1470 in 1499; polje v bližini pokopališča se še vedno imenuje po furlansko cjamp dai turcs (polje Turkov). Poleg tega je bilo med letoma 1508 in 1516 poškodovano med vojnami med Maksimilijanom I. Habsburškim in Benetkami ter med letoma 1615 in 1617 med uskoško vojno. Po letu 1647 je bil vključen v grofijo Gradiška. Mesto je tako kot nekateri deli starega avstrijskega primorja preživelo več kot 400 let habsburške vladavine do priključitve Kraljevini Italiji novembra 1918.